# 三突花蛛
三突花蛛（学名：Ebrechtella tricuspidata & Misumenops tricuspidatus）为蟹蛛科花蛛属的动物。分布于日本、朝鲜、俄罗斯、法国、瑞典、德国、台湾岛以及中国大陆的黑龙江、吉林、辽宁、内蒙古、河北、甘肃、宁夏、青海、新疆、山东、山西、陕西、河南、湖北、湖南、安徽、浙江、江苏、江西、福建、广东、四川、云南等地，一般栖息于灌木丛、草丛、多种农田以及果园。